# Rajna Kabaiwanska
Rajna Kabaiwanska, bułg. Райна Кабаиванска (ur. 15 grudnia 1934 w Burgasie) – bułgarska śpiewaczka operowa naturalizowana we Włoszech. Jedna z bardziej znanych sopranistek drugiej połowy XX wieku.

## Kariera
Urodzona jako Rajna Jakimowa w Burgasie, ukończyła Bułgarską Państwową Akademię Muzyczną w Sofii, uzyskując dyplom w klasie śpiewu oraz fortepianu. Już w czasie studiów śpiewała w amatorskich zespołach artystycznych, wykonując popularne arie operowe, śpiewała również w chórze Opery Sofijskiej.
Po uzyskaniu dyplomu otrzymała sześciomiesięczne stypendium na dalszą naukę śpiewu. Mimo trudności finansowych uczyła się w Mediolanie u Zity Fumagalli Rivy, byłej gwiazdy włoskiej sceny, znanej z interpretowania oper werystycznych. Zadebiutowała na profesjonalnej scenie rolą Giorgetty w Płaszczu na scenie w Vercelli. Po dwóch latach występów na mniejszych scenach włoskich (jako Nedda w Pajacach oraz Mimi w Cyganerii) ponownie uczyła się w szkole młodych śpiewaków przy La Scali. W 1961 pierwszy raz wystąpiła w tym teatrze. Śpiewała następnie w Covent Garden, Metropolitan Opera, Teatrze Bolszoj i Teatro Colón w Buenos Aires. Równocześnie nadal ćwiczyła głos razem z Rosą Ponselle.
W swoim repertuarze miała wszystkie najważniejsze role sopranowe w operach Verdiego, począwszy od słynnych kreacji Leonory w Trubadurze i Desdemony w Otellu, poprzez Violettę w Traviacie i Elenę w Nieszporach sycylijskich po komiczną rolę Alice w Falstaffie. Grała również w czołowych operach werystycznych – grała Toskę (jedna z jej najsławniejszych ról) i Cio-Cio-San w Madame Butterfly. Wcielała się też w rolę Lizy w Damie pikowej i Małgorzaty w Fauście. Odnotowała też liczne role w operach rzadziej goszczących na światowych scenach oraz w operetce.
Oficjalnie nie zakończyła kariery, jednak występuje jedynie sporadycznie, koncentrując się na pracy edukacyjnej w Akademii Muzycznej w Sienie oraz gościnnie wykładając na innych akademiach śpiewu. 8 września 2007 w Modenie śpiewała na pogrzebie Luciano Pavarottiego. W styczniu – lutym 2008 zaśpiewała na festiwalu w Tuluzie w Damie Pikowej, tym razem rolę Hrabiny.

## Odznaczenia i nagrody
- 1965 Nagroda im. Belliniego
- 1970 Viotti d’Oro
- 1978 Nagroda im. Pucciniego
- 1979 Nagroda im. Illiki
- 1980 Nagroda im. Monteverdiego
- 1990 Nagroda Akademii Medicich we Florencji
- 1994 Order Stara Płanina za wkład w rozwój kultury i demokracji w Bułgarii
- 2000 Wielki Oficer Orderu Zasługi Republiki Włoskiej

Grand Prix za całokształt osiągnięć
Ponadto artystka pięciokrotnie wygrywała plebiscyt na najpopularniejszego człowieka roku we Włoszech oraz dwukrotnie na artystę roku.